# Kabinett Fignolé

Wappen von Haiti

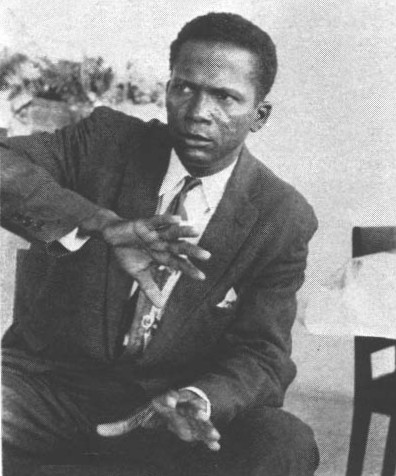
Präsident Daniel Fignolé.

Das Kabinett Fignolé war die Regierung in Haiti unter dem kommissarischen Präsidenten Daniel Fignolé vom 25. Mai bis zum 14. Juni 1957. Das Kabinett löste eine Militärregierung unter dem Chef des Generalstabes Léon Cantave, der zuvor am 1. April 1957 das Kabinett Sylvain abgesetzt und vom 6. April bis zum 20. Mai 1957 einen Regierungsrat gebildet hatte, ehe das Militär unter Cantave erneut die Macht übernahm. Am 14. Juni 1957 wurde das Kabinett Fignolé durch Antonio Thrasybule Kebreau, den Vorsitzenden des Militärrates, abgesetzt. Nach den Präsidentschaftswahlen am 22. September 1957 bildete der neu gewählte Präsident François Duvalier am 22. Oktober 1957 das Kabinett François Duvalier.

## Geschichte
Der Mathematikprofessor und der Gewerkschafter Daniel Fignolé war einer der Präsidentschaftskandidaten in diesem Jahr voller Wahlturbulenzen. Er hatte als Abgeordneter die Wahlkreise Port-au-Prince, Pétion-Ville und Kenscoff vertreten und wurde mit fast allen großen Wahlen in Verbindung gebracht. Die politischen Ereignisse seit 1946 und die Streiks vor sowie nach dem Abgang von Paul Eugène Magloire am 12. Dezember 1956 stellten damals das Symbol für die Bestrebungen des einfachen Volkes dar und zogen die Intellektuellen der Mittelschicht mit sich. General Léon Cantave, Chef des Generalstabes der Armee, lud ihn auf Anraten der anderen Präsidentschaftskandidaten ein, die Präsidentschaft vorläufig zu übernehmen. Fignolé ersetzte Cantave sofort durch Oberst Antonio Thrasybule Kebreau und wurde selbst Opfer eines Putsches, der von dem Mann angezettelt wurde, den er an die Spitze der Militärhierarchie befördert hatte. Als er abreiste, übernahm eine Junta, bestehend aus General Antonio T. Kébreau als Präsident, den Obersten Emile Zamor und Adrien Valville als Mitglieder, die Macht. Es wird vermutet, dass seine Ernennung ein Trick der Präsidentschaftskandidaten François Duvalier von der Partei der Nationalen Einheit PUN (Parti de l’Unité nationale) und Louis Déjoie von der Nationalen Landwirtschafts- und Industriepartei PAIN (Parti Agricole et Industriel National) war, um ihn vom Wahlkampf für die Präsidentschaftswahlen auszuschließen.

## Kabinettsmitglieder
Dem Kabinett gehörten folgende Personen an:

### Staatssekretäre(Secrétaires d’état)
- Landwirtschaft (Agriculture): Emmanuel Ambroise
- Handel (Commerce): François Latortue
- Nationale Wirtschaft (Économie nationale): Anthony Ervilus
- Nationale Bildung und Kulte (Education nationale et Cultes): Ernest Alcindor
- Finanzen (Finances): Carlet Auguste
- Inneres und Nationale Verteidigung (Intérieur et Défense national): Léonce Bernard
- Präsidialamt und Justiz (Présidence et Justice): Seymour Lamothe
- Auswärtiges (Relations extérieures): Joseph Buteau
- Öffentliche Gesundheit (Santé publique et Travail): Manès Liautaud
- Öffentliche Arbeiten (Travaux publics): Edmond Sylvain

### Unterstaatssekretäre(Sous-Secrétaires d’état)
- Landwirtschaft (Agriculture): Félix Pierre-Louis
- Justiz (Justice): Grégoire Eugéne

## Hintergrundliteratur
- Paul Kennedy: Coalition regime formed in Haiti: Cabinet Has Representatives of President Fignole and of Two of His Allies, in: The New York Times, 29. Mai 1957, S. 2.
- Paul Kennedy: Haitian minister quits: Finance Post Taken Over by Foreign Affairs Chief, in: The New York Times, 14 June 1957, S. 3.